# El Barrio (musicien)
Pour les articles homonymes, voir El Barrio.
El Barrio, de son vrai nom José Luis Figuereo Franco (né le 4 juin 1970 à Cadix) est un chanteur, musicien et producteur de flamenco espagnol. Il est connu comme l'un des artistes à grand succès de l'Andalousie, car il est non seulement chanteur, mais également compositeur et poète. Un auteur-compositeur donc qui emploie les vieilles techniques de flamenco.

## Biographie
En tant que poète, il donne un air frais au flamenco, bien qu'il ne raconte pas dans ses chansons des histoires spécifiques, il est très facile de voir son reflet dans celles-ci. Les contenus de ses chansons définissent un flamenco urbain, décrivant des concepts et beaucoup de sentiments. Son langage est lyrique et moderne, d'un esprit jeune, et dotés de beaucoup d'expressions argotiques gitanes.
En 2005, il publie son septième album : Las Playas de Invierno, un album inspiré par des poètes tels que Federico García Lorca, Rafael Alberti et Miguel Hernández, dans lequel il aborde des questions sociales très profondes. L'immigration clandestine sera le thème central de Diario de uno más, dans lequel l'auteur se met à la place de l'immigré, exprimant la grande souffrance que représente pour eux le fait d'essayer d'atteindre l'Espagne par le détroit de Gibraltar. Dans Fiel amigo, il critique le pouvoir de l'argent et la corruption. La nostalgie du passé dans El Recuerdo sera évidente dans la description des souvenirs d'enfance d'une personne âgée. La mélancolie et le chagrin d'amour seront les thèmes centraux du reste de l'album dans des titres tels que Cartitas de amor, Las Playas de Invierno, Querida enemiga et Maestra del fracaso, bien que l'amour ait également sa place dans Trucos. La tournée se terminera en apothéose au Palau Sant Jordi de Barcelone le 4 novembre 2006.
Après trois ans de silence, El Barrio revient en 2014 avec l'album Hijo del levante. Cette œuvre est présentée avec le single He vuelto, où il annonce son retour et s'en prend à ceux qui l'ont critiqué et ont créé des rumeurs infondées à son sujet. Après plusieurs albums où il s'est retrouvé en retrait, le flamenco reprend de la vigueur avec des titres comme Vendimias moras, Toreando al destino (où il rend hommage au guitariste Moraíto Chico) et Santa María. La nuit du 8 octobre 2016, lors de la tournée 20 où il commémore ses 20 ans en tant qu'El Barrio, il affiche de nouveau un concert à guichet fermé au Centro WiZink, étant le seul artiste à avoir rempli 19 fois le Palacio de los Deportes à Madrid.
En septembre 2017, il annonce les premières dates de sa nouvelle tournée, sous le nom de Gira Las Costuras del Alma en promotion à son album Las Costuras del alma qu'il sort ce même mois de la même année.
En septembre 2022, il annonce les premières dates de tournée de son nouvel album Atemporal, dont la sortie est prévue pour le 2 décembre. Le 11 novembre 2022, il présente le premier single A veces. En 2023, il entame une tournée pour la promotion de Atemporal.

## Thèmes et style musical
Son côté chanteur est spécifique, sa voix a une forte tonalité et renvoie aux grands chanteurs espagnols de flamenco. Il a une utilisation de sa gorge de première classe en chantant. Sa poésie est évocatrice de la poésie de la génération de 1898, du surréalisme d'Alberti, du très gitan Lorca et du très passionné Miguel Hernández. El Barrio est pour ses fans un poète urbain du XXIe siècle, il s'est très bien lié avec eux, encore plus avec les jeunes fans qui découvrent encore le flamenco.
Il s'est inspiré de Triana, Medina Azahara, Alameda et Manolo Caracol, avec une grande dévotion pour Paco de Lucía. Sa musique mélange des composants pop purs avec du flamenco et du rock andalou des années 1970 et 1980, ce qui donne un style musical unique pour lequel beaucoup de ses fans considèrent que, comme il le dit dans sa chanson He vuelto, « ça sonne juste comme El Barrio et c'est un don qui me permet de faire la musique que je ressens[réf. nécessaire]. »

## Discographie
- 1996 : Yo sueno flamenco
- 1998 : Mi secreto
- 1999 : Mal de amores
- 2000 : La Fuente del deseo
- 2002 : Me voy al mundo
- 2003 : Ángel malherido
- 2005 : Las Playas de invierno
- 2007 : La Voz de mi silencio
- 2009 : Duermevela
- 2011 : Espejos
- 2014 : Hijo del Levante
- 2017 : Las Costuras del alma
- 2019 : El Danzar de las mariposas
- 2022 : Atemporal